# Colima (stad)
Colima is de hoofdstad en tevens belangrijkste stad van de Mexicaanse staat Colima. Colima heeft 123.597 inwoners (census 2005) en is de hoofdplaats van de gemeente Colima.

## Geschiedenis
De stad werd in 1527 door Gonzalo de Sandoval gesticht, waardoor het een van de oudste koloniale steden in Mexico is. De plaats is genoemd naar de indiaanse heerser Colimotl. In 1824 werd Colima als stad erkend. 
Op 22 januari 2003 werd de stad getroffen door een aardbeving van 7,6 op de schaal van Richter.

## Religie
De stad is de zetel van het rooms-katholieke bisdom Colima.

## Geboren
- Miguel de la Madrid (1934-2012), president van Mexico (1982-1988)
- Kevin Álvarez (1999), voetballer